# تلك اللحظة المحرجة
تلك اللحظة المحرجة (بالإنجليزية: That Awkward Moment)‏ هو فيلم كوميديا رومانسية أمريكي صدر في 2014 من تأليف وإخراج توم غورمكان في أول عمل إخراجي له. الفيلم من بطولة وإنتاج الممثل زاك إيفرون وأيضا من بطولة مايلز تيلر ومايكل ب. جوردن وايموجين بوتس وماكنزي ديفيس و‌جيسيكا لوكاس. صدر الفيلم في 31 يناير، 2014 في الولايات المتحدة، وتلقى مراجعات سلبية من النقاد.

## القصة
بعد ان ينفصل صديقهم ميكي عن حبيبته، يقرر جيسون ودانيل بأن يبقيان عازبين معه، لكنهما لاحقاً يقعان في حب فتاتين.

## طاقم التمثيل
- زاك إيفرون بدور "جيسون"
- مايلز تيلر بدور "دانيل"
- مايكل بي جوردن بدور "ميكي"
- ايموجين بوتس بدور "إيلي"
- ماكنزي ديفيس بدور "تشيلسي"
- جيسيكا لوكاس بدور "فيرا"

## روابط خارجية
- تلك اللحظة المحرجة على موقع IMDb (الإنجليزية)
- تلك اللحظة المحرجة على موقع ميتاكريتيك (الإنجليزية)
- تلك اللحظة المحرجة على موقع روتن توميتوز (الإنجليزية)
- تلك اللحظة المحرجة على موقع قاعدة بيانات الأفلام العربية
- تلك اللحظة المحرجة على موقع ألو سيني (الفرنسية)
- تلك اللحظة المحرجة على موقع Turner Classic Movies (الإنجليزية)
- تلك اللحظة المحرجة على موقع أول موفي (الإنجليزية)
- تلك اللحظة المحرجة على موقع بوكس أوفيس موجو (الإنجليزية)
- تلك اللحظة المحرجة على موقع فيلمافينيتي (الإسبانية)
- تلك اللحظة المحرجة على موقع قاعدة بيانات الأفلام السويدية (السويدية)
- That Awkward Moment at الطماطم الفاسدة